# Massagraf

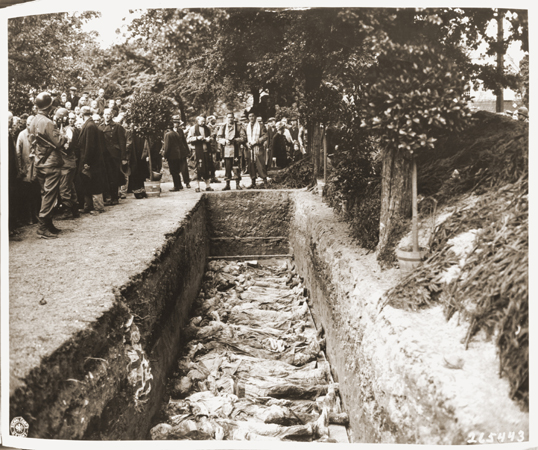
Een massagraf nabij Solingen-Ohligs, aan de voorzijde van het stadhuis.

Een massagraf of verzamelgraf is een graf waarin meerdere mensen worden begraven.
Dat geschiedt meestal zonder kist en zonder begrafenisritueel.
De meest voorkomende vorm is de zogenaamde knekelput, waar resten van mensen van geruimde graven bij elkaar worden geplaatst om zo minder ruimte in te nemen. Soms worden massagraven aangelegd na een natuurramp, om snel de lijken op te ruimen voordat besmettelijke ziekten zich kunnen verspreiden. Vaak wordt het massagraf dan later weer geopend om de lijken te identificeren en eventueel te herbegraven. 
In oorlogssituaties worden vaak massagraven aangelegd wanneer door bijvoorbeeld genocide of executie grote groepen mensen worden gedood. In dat geval wordt het massagraf vaak verstopt, zodat het later niet als eventueel bewijsmateriaal kan worden gebruikt. Er zijn ook massagraven bekend van personen die zijn geofferd, zoals nabij de hoofdstad van het Chimúrijk in Peru.

## Gewone massagraven
Voor Frankrijk ziet Philippe Ariès tot 1800 massagraven als een courant verschijnsel: voor "minderbedeelden" werd regelmatig een kuil gegraven, die geleidelijk aan met lijken en ontsmettingsmiddel (kalk) werd opgevuld. Voor de Nederlanden ontbreken vermeldingen daarvan.
De miniatuur Het bezoek van Margaretha van York, van circa 1500, vertoont ten zuiden van het schip van de Sint-Goedelekerk drie vlakken van ongeveer 8 bij 3 meter, die als graven geduid kunnen worden omdat er ter weerszijden van elk van hen telkens een (houten) kruis is opgesteld. Bij een veronderstelde diepte van 3 meter maakt dit per massagraf 72 kubieke meter uit, genoeg voor telkens toch zeker 100 lijken.
Volgens een getuigenverklaring in 1989 worden massagraven in deze tijd nog gebruikt in de miljoenenstad Kinshasa.